# کوه‌نشین ۲: سریع
کوه‌نشین ۲: سریع (به انگلیسی: Highlander II: The Quickening) فیلمی محصول سال ۱۹۹۱ و به کارگردانی راسل مالکهی است. در این فیلم بازیگرانی همچون کریستوفر لمبرت، ویرجینیا مادسن، مایکل ایرون ساید، شان کانری، جان کریستوفر مک‌گینلی، آلن ریچ، راستی شومر ایفای نقش کرده‌اند.
این فیلم دنباله فیلم کوه‌نشین محسوب می‌شود.